# Кладбище «Вечеринка Джонсона»
Кладбище «Вечеринка Джонсона» (англ. Johnston's Jolly Cemetery) — небольшое воинское кладбище комиссии Содружества наций по уходу за военными захоронениями расположенное в районе бухты Анзак, на Галлипольском полуострове. На нём покоятся останки солдат Антанты погибших в Дарданелльской операции.

## Описание
Огневая позиция «Вечеринка Джонсона» находилась на северной оконечности плато 400 в зоне контроля АНЗАК, захваченном 2-й австралийской пехотной бригадой в день высадки, 25 апреля 1915 года, но будучи отбитой османскими войсками уже на следующий день, оставалась за турками до конца компании.
Турки называли эту позицию Кирмези-Сирт (в переводе Красный хребет), в то время как солдаты АНЗАК присвоили этому месту имя «Вечеринка Джонсона», с лёгкой руки полковника Джорджа Джонсона, чья полевая артиллерия обстреливала его, чтобы устроить тут турецким защитникам «вечеринку».
Кладбище было организовано после наступления перемирия и наполнено останками найденными на окрестных полях сражений. Всего одно тело было опознано, хотя известна гражданская принадлежность некоторых погибших и специальные надгробия указывают имена 36 австралийских солдат считающихся погребёнными на этом кладбище.